# ダラサウルス
ダラサウルス（学名: Dllasaurus、「ダラスのトカゲ」の意）は、北アメリカの上部白亜系から産出した基盤的なモササウルス科の属。ラッセロサウルスと並んで北アメリカから産出したモササウルス科では最古の部類に入る。半水生であり、全長は1メートル未満で、ティロサウルスやモササウルスといった全長14メートル以上に達する巨大な派生的モササウルス科と比較すると小型である。

## 標本
本属は中部チューロニアン階下部にあたるアルカディア公園頁岩から発見された2つの部分的骨格に基づく。層序としては、テキサス州ダラスの Kamp Ranch 石灰岩の15メートル上に位置する。
テキサス大学オースティン校テキサス記念博物館が所蔵するホロタイプ標本 TMM 43209-1 は、不完全で関節していない頭骨と、頭骨以降の骨格の大部分からなり、体の80%を占める。ダラス自然史博物館が所蔵する、二番目に記載された標本 DMNH 8121-8125 と 8143-8149 および 8161-8180 は、頭骨要素の一切を欠いており、頭骨以降の骨格も全体的に関節していない。これらの化石が埋まっていた地層は住宅開発のための採掘で露出し、現在はいずれも埋め戻されている。2つの標本は互いに100メートル離れた位置で発見された。最初の化石はアマチュアの化石収集家ヴァン・ターナーが発見し、彼にちなんでタイプ種の学名が命名された。本属はダラスにちなんで命名され、いずれの標本もこの地より発見された。

## 解剖学

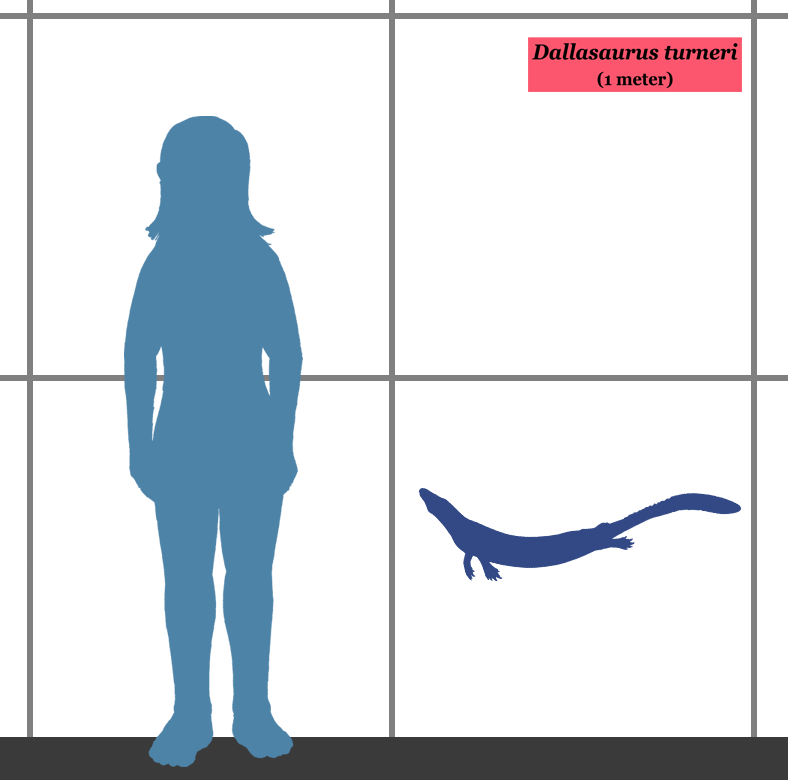
推定される大きさとヒトの比較

Polcyn と Bell は以下のようにダラサウルスの特徴を記載している。
- 小型の plesiopedal （後述）なモササウルス上科の爬虫類である。
- 後側の上顎骨歯は後側へ強く湾曲し、歯冠はわずかに膨らみ、側方に弱い後方鋸歯状構造が存在する。
- 環椎の神経弓が中外側へ縮むが、基底部で平らにならず、関節丘表面は8の字型をなす。
- 頸椎の椎体の腹側縁よりも低いところまで突出する。
- 短く幅広な孔が、少なくとも1つの中央頸椎の関節丘の腹側縁の直下に存在する。
- 不規則な長さの短い突起の中で下骨突起の前腹側縁が終わる。
- 石灰化した軟骨の頂点を保持する骨性骨端により、後関節突起が覆われる。

Bell と Polcyn は "plesiopedal" という用語を用いており、より派生的なモササウルス科爬虫類と比較して「遊泳に適した尾と原始的な四肢を持ち、小型である」ことで特徴づけられる、生態的に適応した保守的な段階としている。彼らは、plesiopedal なモササウルス上科は比較的小さなトカゲであり、上腕骨・橈骨・尺骨に対応する骨格要素が細長く、一般に前肢の骨の全体長の半分以上を占める傾向があると記載した。これらの骨が頑丈で短くなった派生的な hydropedal なモササウルス科では、占める範囲は前肢の半分未満になっている。hydropedal なモササウルス科がおそらく完全に水棲適応を果たしていたのに対し、plesiopedal なモササウルス上科は陸上での移動運動もまだ可能であり、両生類のような生態だった可能性が高い。

## 分類
Bell と Polcyn はダラサウルスの分岐解析を行い、本属をモササウルス科のモササウルス亜科に置くべきであると結論付けた。さらに彼らは、ダラサウルスが小型かつ四肢が原始的ではあるものの、側系統群のアイギアロサウルス科に分類すべきではないとした。ダラサウルスはクリダステスやプログナトドン、モササウルス、プロトサウルスといった、より派生的なモササウルス科の姉妹群である。
ダラサウルスは完全に水棲のモササウルス類と陸上祖先を繋ぐミッシングリンクと紹介されている。